# Veratrum
Veratrum là một chi thực vật có hoa trong họ Melanthiaceae.